# 卡斯戈波教堂

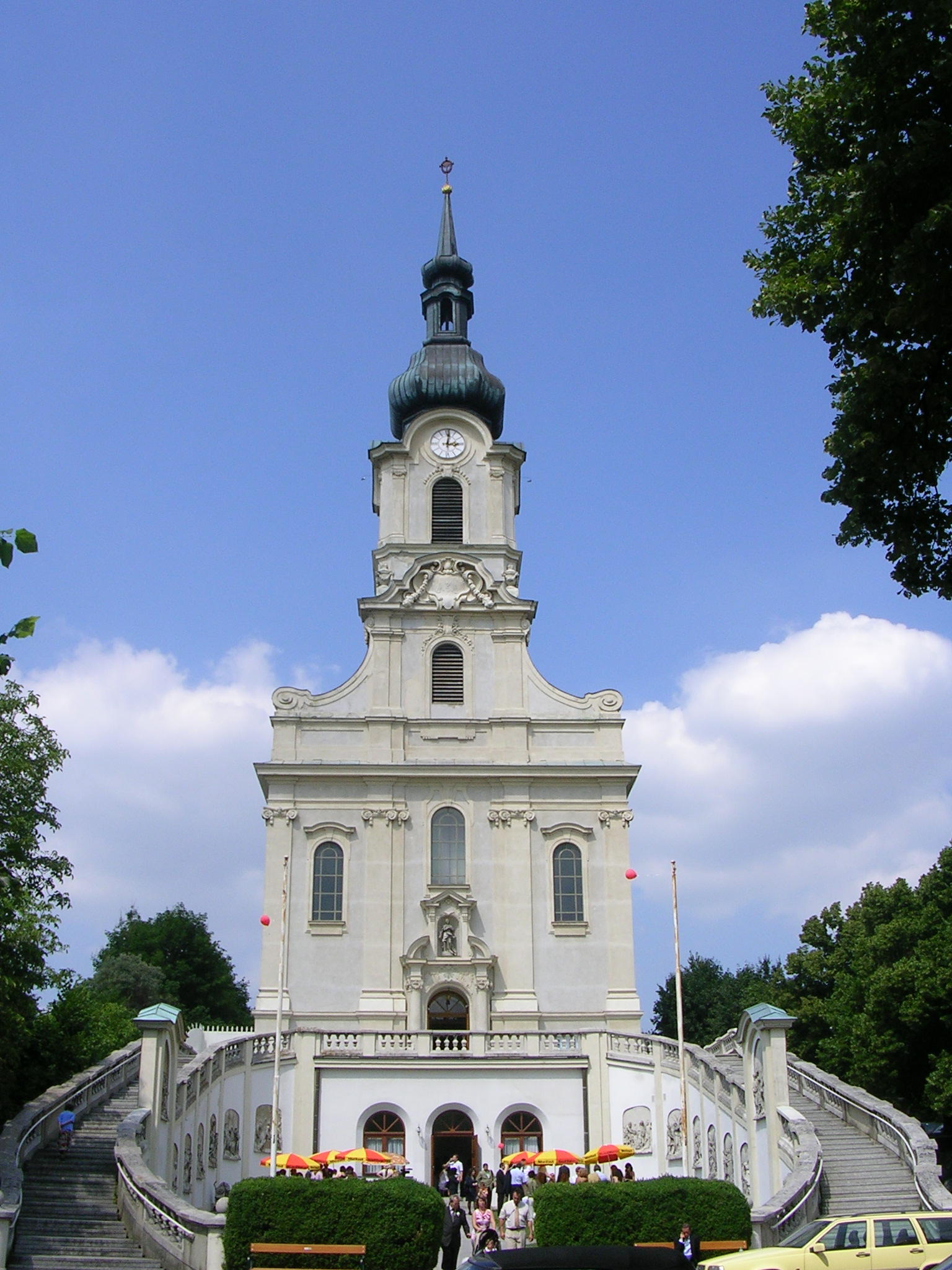
卡斯戈波教堂

卡斯戈波教堂（Kaasgrabenkirche）又名圣母七苦朝圣教堂（Wallfahrtskirche Mariä Schmerzen），是一个罗马天主教堂区教堂和朝圣教堂，位于维也纳德布灵（第19区）格林津郊区. 该堂自1903年由圣方济各德·沙雷氏献主会管理，也是该会奥地利和德国南部分会的驻地。自1939年成为堂区教堂。
“卡斯戈波教堂”这个名字让人回想起当地一个古老的名字，可能表明富含铁和硫的矿泉水. 这种水的气味和颜色相似于乳清，有时被称为奶酪水（Käsewasser）。

## 历史

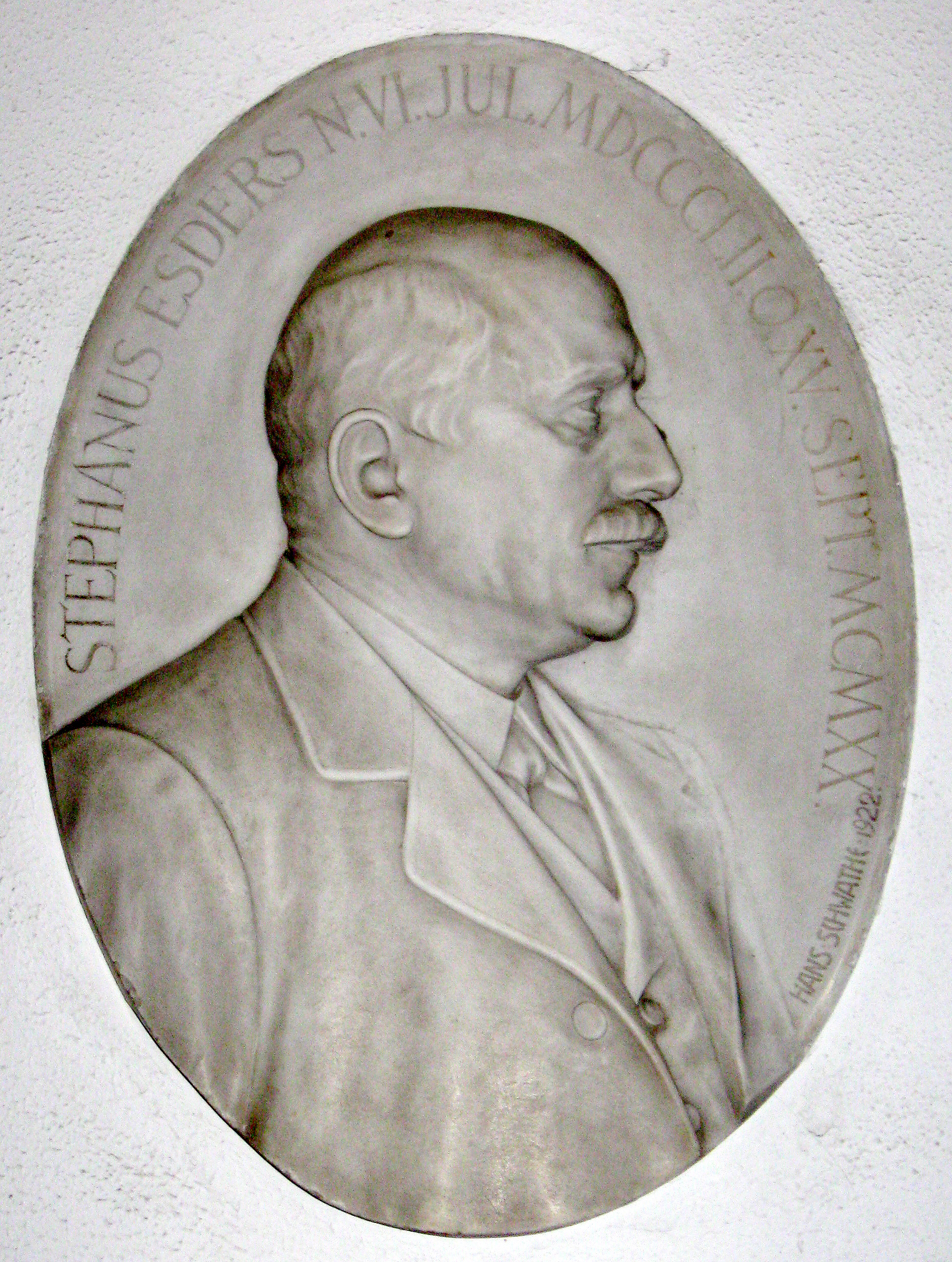

该堂于1909年4月26日奠基，几乎整整一年之后，1910年4月30日，由辅理主教戈特弗里德·马沙尔Kirche祝圣。奥地利的斐迪南卡尔大公代表皇帝参加了祝圣。
该堂为新巴洛克风格的教堂。教堂前双侧楼梯的形状像马蹄。